# New Market (Indiana)
New Market é uma cidade  localizada no estado americano de Indiana, no Condado de Montgomery.

## Demografia
Segundo o censo americano de 2000, a sua população era de 659 habitantes.
Em 2006, foi estimada uma população de 653, um decréscimo de 6 (-0.9%).

## Geografia
De acordo com o United States Census Bureau tem uma área de
0,8 km², dos quais 0,8 km² cobertos por terra e 0,0 km² cobertos por água. New Market localiza-se a aproximadamente 246 m acima do nível do mar.

## Localidades na vizinhança
O diagrama seguinte representa as localidades num raio de 16 km ao redor de New Market.